# Darja Kasatkina
Darja Sergejevna Kasatkina (russisk: Дарья Сергеевна Касаткина, født 7. maj 1997 i Toljatti, Rusland) er en professionel kvindelig tennisspiller fra Rusland.